# (467336) 2002 LT38
2002 أل تي 38 (ويعرف أيضًا باسم (467336) 2002 أل تي 38 وفق تسمية الكوكب الصغير) (بالإنجليزية: 2002 LT38)‏ هو كويكب ضمن حزام الكويكبات؛ وترتيبه 467336 من حيث الاكتشاف.
اكتُشف هذا الجُرم الفلكي بواسطة بحث لنكولن عن الكويكبات القريبة من الأرض في 12 يونيو 2002.

## وصلات خارجية
- (467336) 2002 LT38 في قاعدة بيانات مختبر الدفع النفاث لأجرام النظام الشمسي الصغيرة

- الاكتشاف · مخطط المدار ·  العناصر المدارية · المعلمات المادية

- (467336) 2002 LT38 على موقع ويكي سكاي: DSS2, SDSS, GALEX, IRAS, Hydrogen α, X-Ray, Astrophoto, Sky Map, Articles and images